# 1800 у літературі

## Твори
- «Марія Стюарт» Фрідріха Шиллера
- «Замок Рекрент» (англ. «Castle Rackrent») — перший роман ірландської письменниці Марії Еджворт
- «Загальна дедукція динамічного процесу» — праця німецького філософа-ідеаліста Фрідріха Вільгельма Шеллінга

## Видання
- перше видання «Слова о полку Ігоревім».

## Народилися
- Вацлав з Олеська
- Ф. Прешерн